# Trélazé
Trélazé település Franciaországban, Maine-et-Loire megyében. Lakosainak száma 15 620 fő (2022. január 1.). Trélazé Angers, Les Ponts-de-Cé, Saint-Barthélemy-d’Anjou és Loire-Authion községekkel határos.

## Népesség
A település népessége az elmúlt években az alábbi módon változott:
| Lakosok száma | 11 664 | 11 009 | 10 539 | 12 207 | 13 125 | 14 145 | 14 658 | 14 961 | 15 056 | 15 620 |
|               | 1968   | 1982   | 1990   | 2006   | 2013   | 2015   | 2017   | 2019   | 2020   | 2022   |